# Nebeska
Nebeska (Bulgaars: Небеска) is een dorp in Bulgarije. Zij is gelegen in de gemeente Tsjernootsjene in de oblast  Kardzjali. Het dorp ligt 184 km ten zuidoosten van de hoofdstad Sofia.

## Bevolking
Op 31 december 2019 telde het dorp 16 inwoners, een drastische krimp vergeleken met het hoogtepunt van 206 personen in 1956. De inwoners zijn uitsluitend Bulgaarse Turken.
Van de 17 inwoners die in februari 2011 zijn geregistreerd, was er slechts één jonger dan 15 jaar oud (6%), terwijl er 5 inwoners van 65 jaar of ouder werden geteld (29%).